# Preventorio de Aguas de Busot
El Balneario de Aguas de Busot es un complejo arquitectónico construido en el siglo XIX en el municipio de Aguas de Busot, provincia de Alicante (España). Originalmente diseñado, proyectado y titulado como "Hotel Miramar Estación de Invierno", por su dueño y promotor, el Sr. Conde de Casa Rojas (y Marqués del Bosch), fue concebido como un complejo urbanístico de amplias dimensiones (algún particular conserva los planos del proyecto original), situado frente a los antiguos manantiales termales que siempre hubo en la zona, presidido por el edificio central correspondiente al hotel (dotado de ruleta y del novedoso sistema inglés de saneamiento estanco o por WC), y rodeado de numerosas edificaciones y caminos que surcaban los parajes adyacentes, incluyendo, entre otros servicios, dos capillas católicas, una piscina navegable, una panadería, una granja, múltiples bancos, rotondas y otros elementos, la mayoría de los cuales fue borrado en el siglo XX. La actividad hotelera decimonónica conoció una visita de SSMM los Reyes de España, y se divulgaba entre los posibles clientes mediante memoriales anuales que el Sr. Conde encargaba redactar a los diversos directores médicos que tuvo el Hotel (se conservan algunos ejemplares). La Guerra Civil interrumpió la actividad hotelera; y al término de la misma, se intentó promover un sanatorio infantil antituberculoso en las mismas instalaciones.

## Localización
Se encuentra situado a 1 km de la localidad de Aguas de Busot. Para llegar a él hay que dirigirse a los Baños de Busot, zona colindante del acuífero termal del Cabezón de Oro, también llamado Sierra de Hombre.

## Historia
La historia del balneario es conocida con absoluta precisión cronológica. Originariamente, las propiedades de las aguas ya fueron descritas en crónicas romanas y musulmanas; en el siglo XV fueron concedidos salvoconductos a los moriscos. De esta época, el documento más antiguo conocido es un privilegio firmado el 30 de noviembre de 1596, dando la propiedad de las aguas a la ciudad de Alicante, que la ostentará hasta el año 1816.
El único edificio que actualmente se conserva fue construido en 1816 por el ingeniero y arquitecto Pedro García Faria, mientras el Conde de Casa Rojas embellecía los terrenos adyacentes con pequeñas casas alejadas del balneario para quienes no quisieran estar cerca del bullicio.
Posteriormente, empezaría un conflicto entre la Administración Pública y la familia del Sr. Conde, a quien la Jurisdicción acabó reconociendo como legítimo propietario.
En 1865 empezó la construcción del “Hotel Miramar” y un nuevo balneario aprovechando las aguas termales de la zona. Este hotel contaba con un casino, sala de fiesta, iglesia, instalaciones deportivas y zona de juegos para los niños y su esplendor duró hasta 1930.
Se cuenta que el marqués de Bosch, propietario del Hotel, lo perdió en una partida de póker.
En 1936, el Estado adquirió el edificio y lo convirtió en hospital antituberculoso, destinándolo a niños con tuberculosis. Tras la Guerra Civil (1936-1939) y al extinguirse la enfermedad se abandonó.
Hacia 1973, el Patronato Nacional Antituberculoso hizo un proyecto para rehabilitar y ampliar el edificio, pero quedó en el papel.
En 1989 la empresa Prognosis adquirió el edificio con la intención de reformarlo. En 1993 firmó un convenio urbanístico con el Consistorio para desarrollar el proyecto de construcción de dos hoteles y un balneario. Tras una cascada de pleitos entre esta empresa y el Ayuntamiento de Aguas de Busot, el Balneario fue comprado por Valentín Botella (Presidente del Hércules CF) en el 2006.

## Estado actual

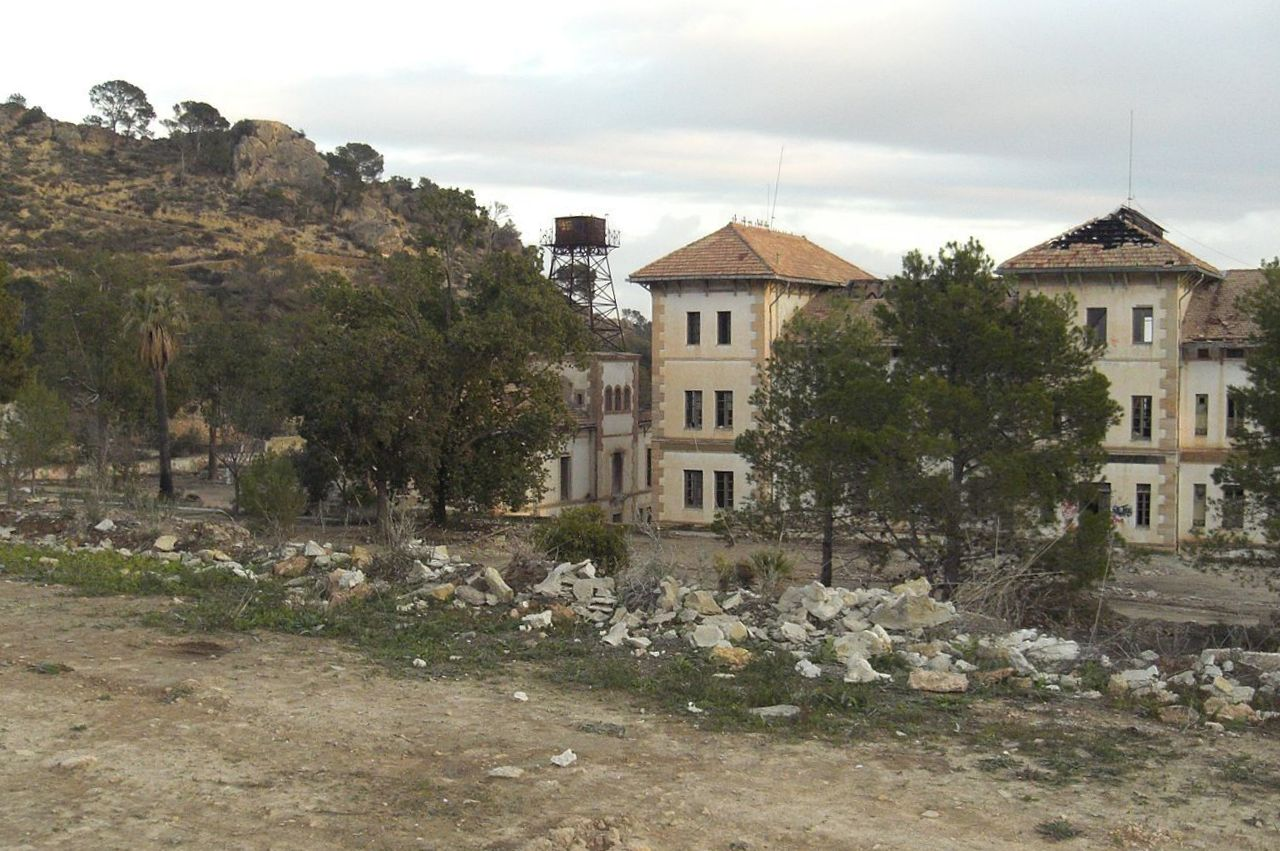
Vista trasera.

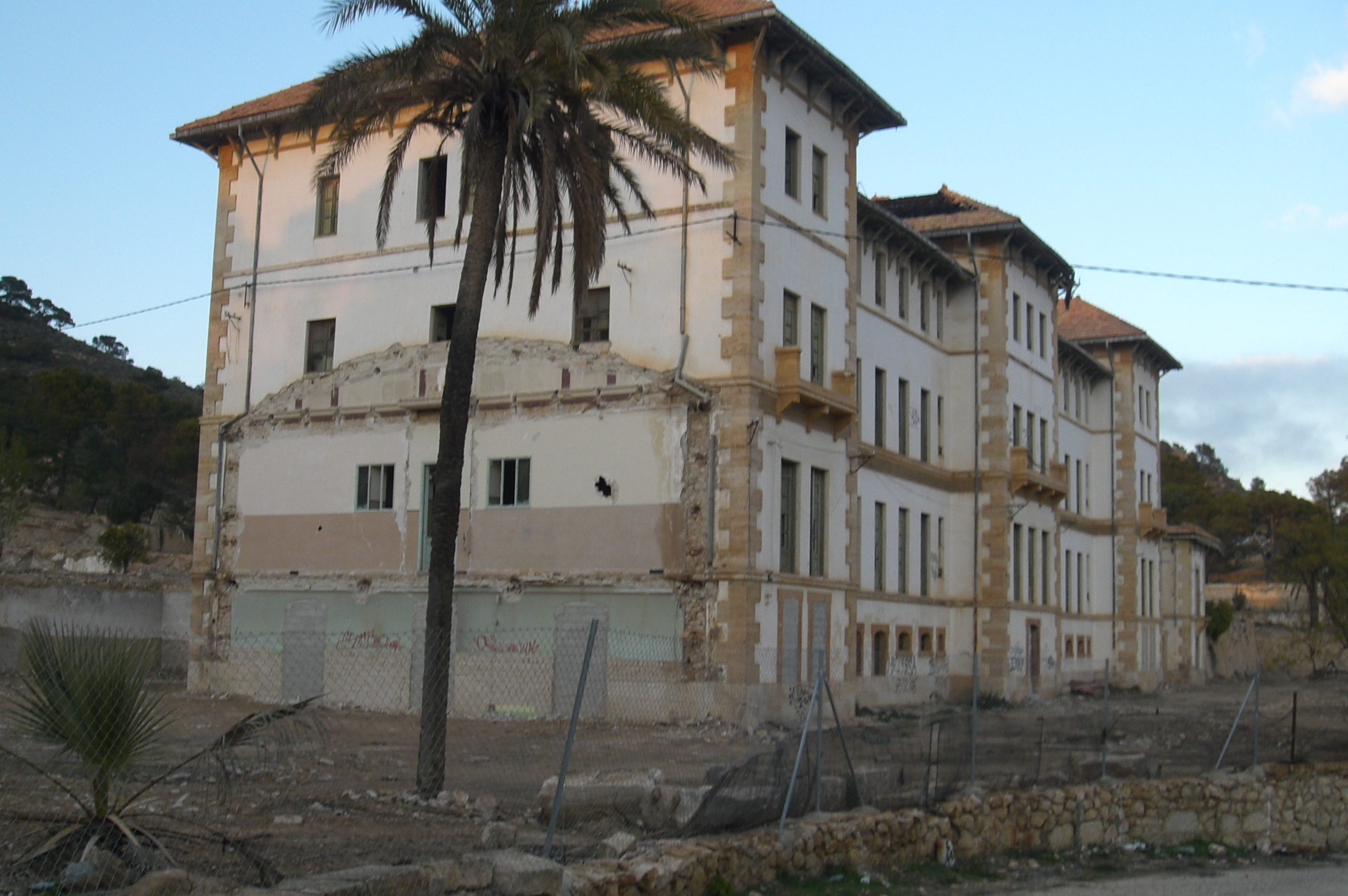
Vista lateral.

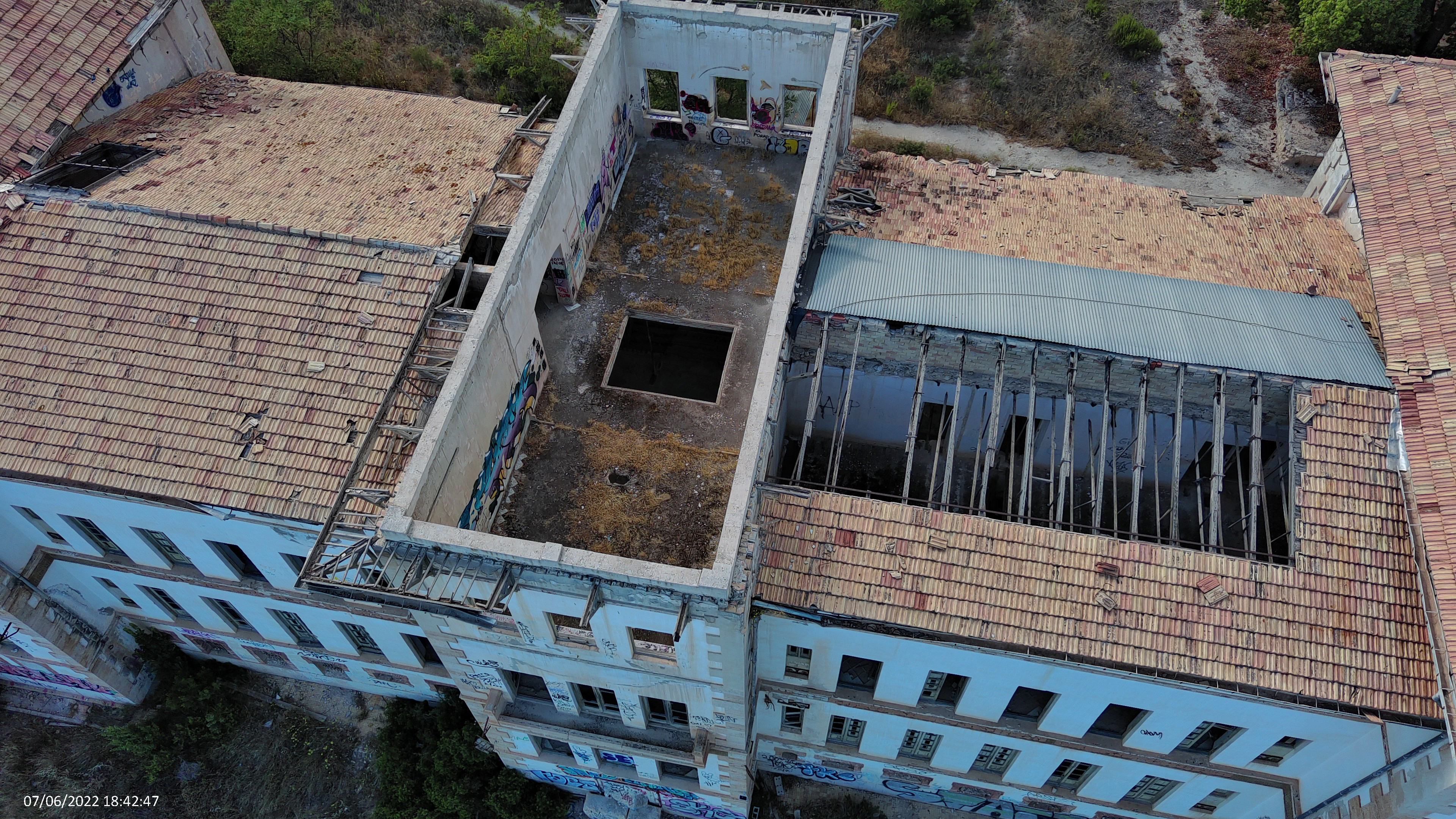
Vista superior del Preventorio.

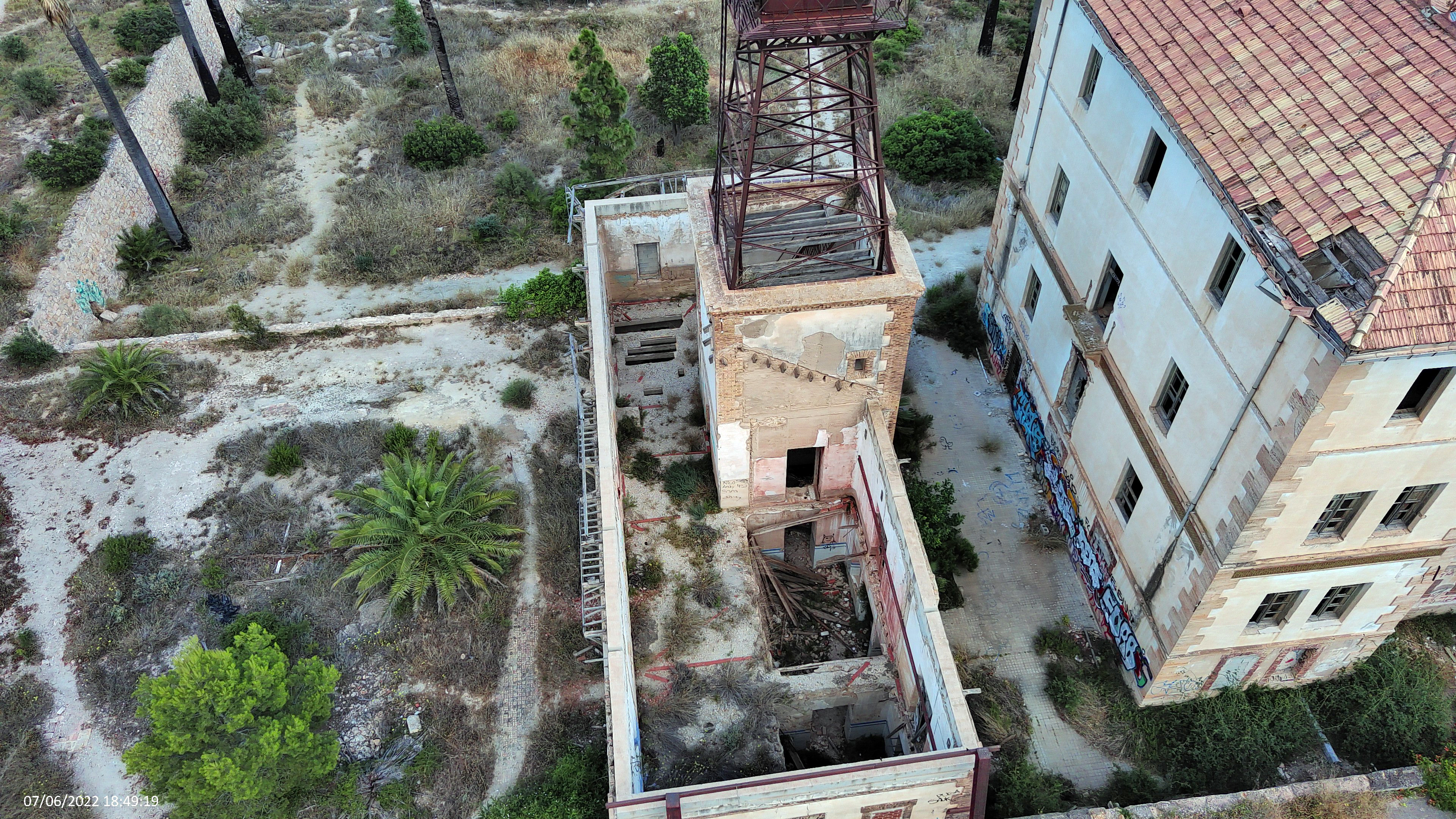
Vista trasera aérea.

Es de destacar entre el conjunto el llamado Hotel Miramar, de rotunda volumetría donde se situaban en planta baja los baños, las piscinas y los vaporarios. En la planta primera la biblioteca, comedor y casino y, en las dos plantas altas, los dormitorios, siendo los de la última planta los más espaciosos y lujosos, con grandes vistas al mar.
El edificio principal está compuesto de tres cuerpos que se articulan por un cuarto volumen de menores dimensiones entre los que se generan patios.
En la década de 1970 hubo un intento de recuperar el edificio por parte del Patronato Nacional Antituberculoso, propietario del edificio, pero que no llegó a buen término y, desde entonces, el balneario de Aguas de Busot ha sufrido un deterioro acelerado debido a que el lugar era visitado por numerosas personas, unas con fines lúdicos -incluyendo actos vandálicos-, y otras con el fin de llevar a cabo investigaciones esotéricas. 
Dentro de las numerosas personas que han ido a hacer actos de investigación, han obtenido varias psicofonías y resultados con la Spirit Box muy satisfactorias. La mayoría de las personas que van a investigar en este lugar respetan el entorno del lugar. A finales de 2005 fueron instaladas unas vallas para detener estos actos, y a la espera de llevar adelante el proyecto de rehabilitación del edificio, situado en un enclave de gran belleza paisajística. Dicen que debajo de los sótanos y losas del suelo se puede encontrar todo un entramado de túneles y trincheras. Se dice que éstos servían de refugio para los altercados de la Guerra Civil y las posguerra, y que además, si se daba con el túnel correspondiente, se podía llegar hasta la localidad vecina de Campello, a la famosa cova del Llop. Pop 1.

## Libros de ficción sobre el Preventorio
Publicados en Amazon Kindle:

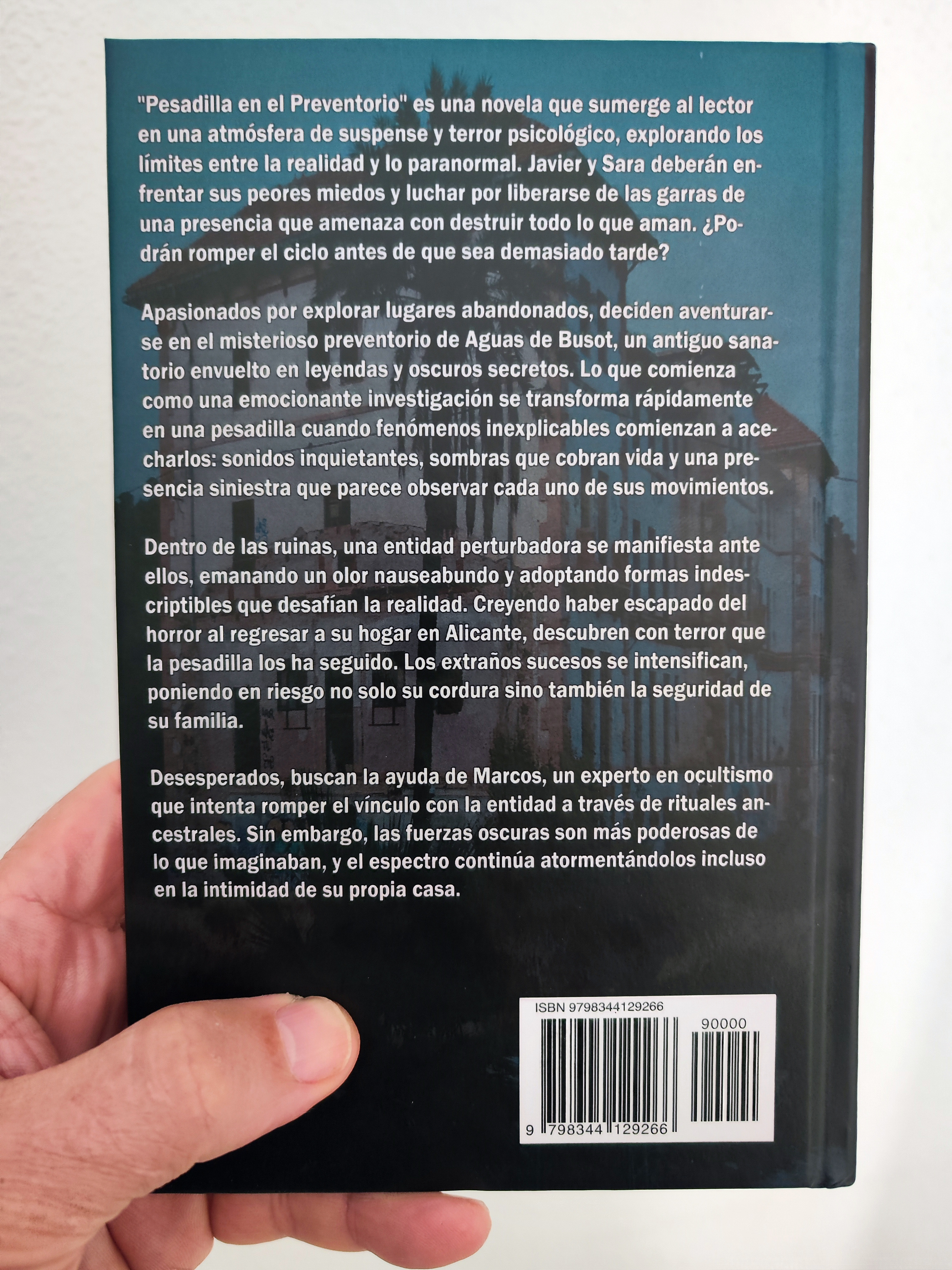
Contraportada Pesadilla en el Preventorio

Pesadilla en el Preventorio: El espectro de la desolación, misterios ocultos, ritos antiguos y fantasmas del pasado, por Javier Asensi.

Libro "Pesadilla en el Preventorio", en Amazon Kindle

- Datos: Q1473703
- Multimedia: Preventori d’Aigües / Q1473703

1. ↑  Asensi, Javier (2024). «Todos los capítulos».  En Independently published (22 octubre 2024), ed. Pesadilla en el Preventorio: El espectro de la desolación. Alicante: Amazon. pp. 1-100. ISBN 979-8344129266.